# 磁化誘起第二次高調波発生
磁化誘起第二次高調波発生（じかゆうきだいにじこうちょうははっせい）とは、磁化された材料でのみ生じる第二次高調波発生を指す。MSHG (magnetization-induced second harmonic generation) と略称される。

## 原理・構造
ナノスケール磁性構造体において第二次高調波発生（SHG : second harmonic generation）、磁気誘導第二高調波発生（MSHG : magnetization-induced second harmonic generation）が生じる。MSHGは非線形磁気光学効果の基本的な現象の1つであり、MSHGの磁気光学効果は通常の線形の磁気光学特性である磁気光学カー効果やファラデー効果に比べて大きいことから、磁性体の非線形磁気光学が大きな関心を集めている。
一方、非線形光学効果（SHG）は表面及び界面の構造に敏感である。1つ目の理由は、二次の非線形感受率テンソルは物質内部ではなく界面にのみ存在するからである。そして界面の反転対称性の破れから発生する第二次高調波の光強度は入射光の強度の2乗に比例して大きくなる。2つ目の理由は、界面における光の波長よりはるかに小さな構造体においても反応を示すことにある。例えば表面プラズモン共鳴のような光の局所的な共鳴が原因として挙げられる。このように表面や界面及びその構造にSHG信号が非常に敏感な為、ナノ構造体におけるMSHGの発生機構を調べられている。
ナノスケール磁性構造体におけるMSHGの影響を調べるために、誘電率の異なる2種類の誘電体の周期構造の中間層に磁性ガーネット（Bi:YIG）薄膜を挟みこんだ1次元磁性フォトニック結晶（1D-MPC）について検討が行われている。1D-MPCではBi:YIG欠陥層中の光の局所化効果により局在モードにおけるSHG発生効率の増大し、また縦カー配置において局在モードで大きな非線形磁気光学カー回転角が示されている。表面プラズモン共鳴と非線形光学効果、非線形磁気光学効果との関係も探査されている。